# Церковь Спасителя (Гера)
Церковь Спасителя (нем. Salvatorkirche) — евангелическая лютеранская церковь в районе Николаиберг в центре города Гера; барочное здание было построено в 1717—1720 годах и восстановлено после пожара к 1783 году.

## История и описание
До строительства церкви Спасителя на холме Николаиберг уже стояла часовня Святого Николая, построенная ранее 1333 года, и домик для монахов, собиравших милостыню. Вслед за часовней местность вокруг неё также получила имя Николая Чудотворца. Часовня сгорела во время общегородского пожара 1686 года: в 1717 году её остатки были снесены, чтобы освободить место для строительства новой церкви. Само барочное здание церкви Спасителя было возведено в 1717—1720 годах по проекту архитектора Давида Шаца. Колокольня была пристроена позже — после того, как в результате специального сбора пожертвований (в форме лотереи) на неё удалось собрать необходимые средства; в 1775—1778 годах она была построена по проекту архитектора Герардо Хофманна.
Всего два года спустя, в 1780 году, церковь Спасителя была разрушена новым городским пожаром. В отличие церкви Святого Иоанна, церковь Спасителя была восстановлена уже в 1781—1783 годах и стала единственным действующим храмом в центре Геры. До восстановления церкви Иоанна (повторно освященной только в 1885 году) церковь Спасителя оставалась основной приходской церковью города. В 1898 году несколько домов, окружавших храм, были снесены, и на их месте появилась сегодняшняя обширная лестница; в 1903 году интерьер храма был переработан под руководством Адольфа Марша в стиле модерна, а в 1907 году мюнхенский художник Йозеф Хубер-Фельдкирх создал в храме свою стеклянную мозаику.